# Bonellia
Bonellia é um género de planta com flor pertencente à família Theophrastaceae. 
A autoridade científica da espécie é Bertero ex Colla, tendo sido publicada em Hortus Ripulensis 21–22. 1824.
O sistema de classificação filogenético Angiosperm Phylogeny Website indica este género como sinónimo de Jacquinia L.

## Espécies
Segundo a base de dados The Plant List tem 64 espécies descritas das quais 20 são aceites:
- Bonellia albiflora (Lundell) B.Ståhl & Källersjö
- Bonellia brevifolia (Griseb.) B.Ståhl & Källersjö
- Bonellia flammea (Millsp. ex Mez) B.Ståhl & Källersjö
- Bonellia frutescens (Mill.) B.Ståhl & Källersjö
- Bonellia lippoldii (Lepper) B.Ståhl & Källersjö
- Bonellia loeflingii (Carrasquel) B.Ståhl & Källersjö
- Bonellia longifolia (Standl.) B.Ståhl & Källersjö
- Bonellia macrocarpa (Cav.) B.Ståhl & Källersjö
- Bonellia montana (B.Ståhl) B.Ståhl & Källersjö
- Bonellia mucronata (Schult.) B.Ståhl & Källersjö
- Bonellia nervosa (C.Presl) B.Ståhl & Källersjö
- Bonellia nitida (B.Ståhl) B.Ståhl & Källersjö
- Bonellia paludicola (Standl.) B.Ståhl & Källersjö
- Bonellia pauciflora (B.Ståhl & F.S.Axelrod) B.Ståhl & Källersjö
- Bonellia pringlei (Bartlett) B.Ståhl & Källersjö
- Bonellia seleriana (Urb. & Loes. ex Mez) B.Ståhl & Källersjö
- Bonellia shaferi (Urb.) B.Ståhl & Källersjö
- Bonellia sprucei (Mez) B.Ståhl & Källersjö
- Bonellia stenophylla (Urb.) B.Ståhl & Källersjö
- Bonellia umbellata (A.DC.) B.Ståhl & Källersjö